# Paweł Lubina
Paweł Jan Lubina (ur. 22 grudnia 1896 w Katowicach, zm. 6 grudnia 1977 w Katowicach) – polski piłkarz, pomocnik.
Był piłkarzem Diany oraz Pogoni Katowice. W reprezentacji Polski debiutował w rozegranym 4 lipca 1926 spotkaniu ze Estonią, które Polska wygrała 2:0. Drugi i ostatni raz w oficjalnym meczu zagrał w następnym roku. W 1926 zagrał także w spotkaniu z Czechosłowacją, dziś uznawanym za nieoficjalne.

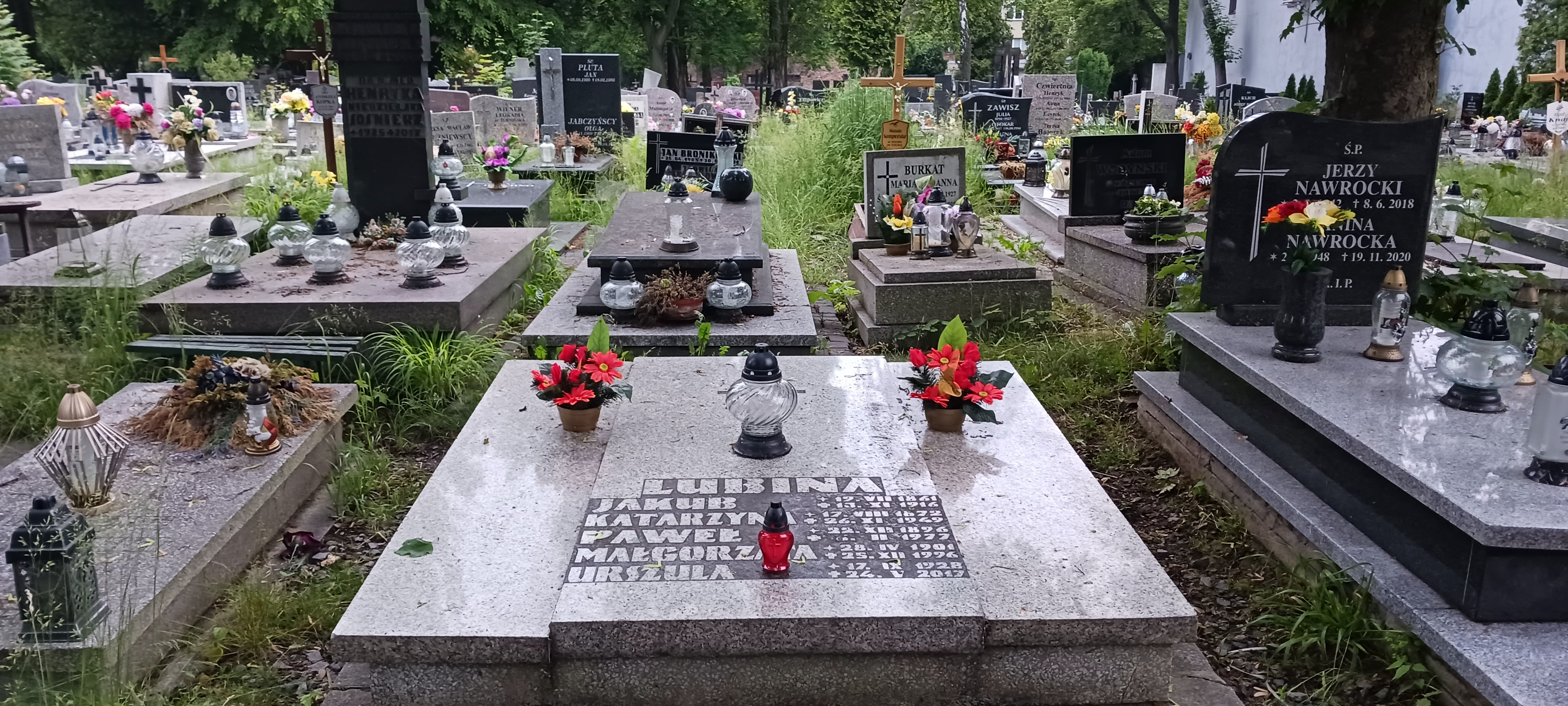
Grób Pawła Lubiny na cm. NMP przy ul. Sienkiewicza w Katowicach.